# Уругвай на літніх Олімпійських іграх 1948
Уругвай брав участь у Літніх Олімпійських іграх 1948 у Лондоні (Велика Британія) уп'яте за свою історію, і завоював одну бронзову та одну срібну медаль.

## Срібло
- Гребля, чоловіки — Едуардо Рісс.

## Бронза
- Гребля, чоловіки — Вільям Джонс і Хуан Родрігес.